# Filippa Giordano
Filippa Giordano (Palermo, 14 febbraio 1974) è una cantante italiana naturalizzata messicana di genere crossover classico.

## Biografia
Interprete di brani di musica leggera, ma con una estensione vocale da cantante di musica lirica, è figlia d'arte: il padre, Marcello Pecorella, è stato cantore nel registro di basso nel Coro della Cappella Sistina.
Assai popolare in America Latina, ha in repertorio l'aria Casta diva, dalla Norma di Vincenzo Bellini, l'Habanera dalla Carmen di Georges Bizet, il Va pensiero dal Nabucco di Giuseppe Verdi e l'Ave Maria di Franz Schubert, che ha eseguito in concerto davanti a papa Giovanni Paolo II.
Ha debuttato nel 1999 partecipando al Festival di Sanremo con la canzone Un giorno in più, brano che si è classificato secondo nella categoria Nuove proposte. Dopo la pubblicazione del primo album Passioni, nel 2000 la cantante pubblica l’album omonimo lanciato anche nel mercato internazionale: lo stesso anno conquista il disco d’oro in Giappone e in Australia.
Nel 2001 tiene un concerto al Teatro Alighieri per il Ravenna Festival.
Nell'autunno 2001 ha registrato il brano Stella, incluso, assieme ad altri brani di Andrea Bocelli, nella colonna sonora del film Vajont di Renzo Martinelli.
Nel 2002 ha partecipato nuovamente al Festival di Sanremo con Amarti Sì in concomitanza con l’uscita dell’album Il rosso amore, pubblicato anche per il mercato internazionale: il disco vende 70.000 copie in Giappone.
Verso la fine del 2005 ha pubblicato per un'etichetta giapponese l'album, Prima donna, contenente sia canzoni in lingua italiana che brani in lingua inglese. A qualche settimana di distanza, sul mercato giapponese è stata poi pubblicata una collezione dei suoi principali successi: Passioni - Best Selection. Sempre nel dicembre 2005 la cantante ha tenuto due concerti a Tokyo.
Nel 2006 l'album Prima Donna è stato distribuito anche in Messico con l'aggiunta di due bonus track in lingua spagnola: Me he enamorado de ti e Como he de vivir sin tu cariño (la prima è un adattamento in spagnolo di Woman in Love, canzone portata al successo negli anni ottanta da Barbra Streisand).
L'album, disco d’oro in Messico, è stato accompagnato da un breve tour e dalla pubblicazione di un DVD che registra la performance live.
Tra il 2006 ed il 2007 gli album Filippa Giordano e Il rosso amore sono stati anch'essi ristampati e distribuiti sempre per il mercato messicano.
Nel 2010 la cantante ha ottenuto la cittadinanza messicana, dopo la rottura del contratto con la Sugar Music che le fece sottoscrivere un vincolo che la obbligava a non incidere più nessuno disco in Italia. Questo fece la sua fortuna, diventando all'estero quello che la sua casa discografica non riuscì a fare in patria. Sempre nello stesso anno, Filippa vince il disco d’oro in Messico con l’album Con amor a Mexico pubblicato nel 2009.

## Discografia

### Album
- 1999 - Passioni
- 1999 - Filippa Giordano
- 2002 - Il rosso amore
- 2005 - Prima donna
- 2009 - Con amor a Mexico
- 2011 - Alma Italiana, pasion Latina
- 2014 - Best of Opera

### Album per il mercato estero
- 2000 - Filippa Giordano (per il mercato internazionale)
- 2002 - Il rosso amore deluxe (per il mercato internazionale)
- 2002 - Il rosso amore (più due bonus track, per il Giappone)
- 2005 - Prima donna (pubblicato in Giappone)
- 2005 - Passioni - Best Selection (pubblicato in Giappone)
- 2006 - Prima donna (con dei brani in spagnolo, per il Messico)
- 2006 - Filippa Giordano (pubblicato in Messico)
- 2007 - Il rosso amore (pubblicato in Messico)
- 2008 - Capriccio (pubblicato in Messico)